# Blow Me (One Last Kiss)
«Blow Me (One Last Kiss)» — песня американской певицы, автора песен и актрисы P!nk. Песня была выбрана лид-синглом из шестого студийного альбома The Truth About Love. Сингл был издан на лейбле RCA Records. Выход песни был запланирован на 9 июля, но сингл вышел на неделю раньше, после того, как в интернет была слита демоверсия песни. Критиками «Blow Me (One Last Kiss)» была названа «классической работой Pink». На второй неделе пребывания в чарте Billboard Hot 100, песня поднялась с 56 места на 9 место, благодаря популярности в магазине iTunes. Видеоклип на песню был снят Дейвом Мейерсом, который выступает режиссёром большинства клипов в карьере Pink. Премьера видео состоялась 27 июля 2012 года на канале MTV и на интернет-канале VEVO.
В марте 2013 года песня участвовала в онлайн опросе от журнала Billboard, где заняла третье место после «Scream & Shout» от will.i.am и Бритни Спирс и «Stronger (What Doesn't Kill You)» от Келли Кларксон.

## О песне
7 октября 2011 года было объявлено, что компании звукозаписи Jive Records, Arista Records и J Records будут расформированы. До этого заявления многие артисты работающие на этих лейблах (включая Pink), подписали контракты с другими компаниями звукозаписи. 19 июня 2012 года, Пинк через видеосообщение объявила, что первый сингл из нового альбома будет носить название «Blow Me (One Last Kiss)», и что он будет выпущен 9 июля 2012 года.
Также Pink добавила, что песня должна понравится многим. Демоверсия просочилась в интернет 1 июля 2012 года. На следующий день сингл был выпущен на странице Pink в интернет-хостинге YouTube.
В интервью для журнала Billboard, Грег Керстин рассказал, что у Pink были затруднения с названием трека. Грэг работал с Pink девять дней, в течение которых было создано 6 песен. Также он добавил, что Pink, работая над «Blow Me (One Last Kiss)», делала все так, как считала нужным.
«Blow Me (One Last Kiss)» это быстро-темповая, электро и данс-поп-композиция, которая длится 4 минуты 16 секунд. Трек начинается с короткого электронного вступления, которое переходит в звучание электрогитары. Джесика Саджер отметила, что песня напоминает «Raise Your Glass» своим построением ударных. Композиция написана в тональности соль-мажор, с умеренным темпом 114 ударов в минуту. Звучание песни состоит из аккордов G6-G-Bm-Em-C. Также звучание клавишных не меняется на протяжении всей песни. Оно остается в тональности G. Вокал P!nk охватывает диапазон от E3 до g5.
«Blow Me (One Last Kiss)» получил положительные отзывы от критиков, некоторые из которых отметили сходство песни с треком Келли Кларксон «Stronger (What Doesn't Kill You)», который также был спродюсирован Грегом Керстином. Эндрю Хамп из Billboard положительно отозвался о песне, дав ей 85 баллов из 100 и добавив, что сингл создан в духе «So What». Дэниэль Леви из того же Billboard описал песню как «мстительный, энергичный и озлобленный трек» от ветерана поп-сцены. Джессика Седжер из PopCrush, также оставила положительный отзыв, наградив «Blow Me (One Last Kiss)» четырьмя с половиной звезд из пяти и отметив, что песня заставляет чувствовать себя лучше после расставания. Кети МакКейб из The Herald Sun оставила позитивный отзыв, прибавив, что «если были нужны доказательства, что Пинк — это международная звезда, то они появились как только долгожданный сингл просочился в сеть за неделю до релиза». Теннер Странский из Entertainment Weekly посчитал, что песня могла бы попасть на альбом Келли Кларксон.
Робби Доу отметил, что P!nk всегда великолепна, когда сочетает свой мощный вокал и резкую наглую музыку.
«Blow Me (One Last Kiss)» дебютировала 16 июня 2012 года в чарте синглов Австралии на первом месте.
Песня также возглавила Немецкий Airplay Chart, став десятой песней Пинк, которая возглавляла этот чарт, установив рекорд по количеству синглов № 1 в этой стране. Также «Blow Me (One Last Kiss)» оказалась в чарте Южной Африки, достигнув 2 позиции. В Hot Dance Airplay, трек достиг 1 позиции, став четвёртым хитом Pink в этом чарте.
Премьера видео на песню состоялось 26 июля 2012 года в 7:50 вечера на MTV и VEVO. Режиссёром стал Дэйв Мейерс, который уже работал с P!nk над большинством её клипов. Цветная версия клипа была выпущена 31 августа.
6 сентября 2012 года Pink исполнила «Get the Party Started» и «Blow Me (One Last Kiss)» на MTV Video Music Awards 2012 в Staples Center, это было первое живое исполнение песни. Во время выступления Пинк была одета в чёрный комбинезон с белой футболкой, а волосы были уложены в ирокез. Она исполнила акробатический трюк в переходе между песнями и в конце выступления. Пинк исполнила сингл на The Ellen DeGeneres Show 10 сентября, а 14 сентября на Alan Carr: Chatty Man. P!nk исполнила цензурную версию песни и один из своих хитов «Who Knew» на The Daily Show 18 сентября 2012 года. Также Пинк завершает композицией основную часть сет-листа тура The Truth About Love Tour , после которых исполняет «So What» и «Glitter in the Air»

## Участники записи
Создатели
- P!nk — композитор, вокал
- Грег Керстин — композитор, продюсер, клавишные, гитара, бас-гитара, музыкальный инженер
- Джесси Шеткин — помощник инженера
- Шербан Генеа — сведение
- Фил Шефорд — ассистент инженера сведения

## Список композиций
- Digital download[27]

1. «Blow Me (One Last Kiss)» — 4:16

- CD single[28][29]

1. «Blow Me (One Last Kiss)» — 4:16
2. «The King is Dead But the Queen is Alive» — 3:44

## Чарты
| Чарт (2012–13)                           | Лучшая позиция |
| ---------------------------------------- | -------------- |
| Австралия (ARIA)                         | 1              |
| Australia (ARIA Airplay Chart)           | 1              |
| Австрия (Ö3 Austria Top 40)              | 14             |
| Бельгия/Фландрия (Ultratop 50)           | 36             |
| Бельгия/Валлония (Ultratop 50)           | 14             |
| Brazil (Billboard Hot 100 Airplay)       | 12             |
| Brazil (Billboard Hot Pop Songs)         | 2              |
| Canada (Canadian Hot 100)                | 4              |
| Чехия (Rádio — Top 100)                  | 4              |
| Дания (Tracklisten)                      | 24             |
| Europe (Euro Digital Songs)              | 3              |
| Finland (Finnish Download Chart)         | 14             |
| Франция (SNEP)                           | 22             |
| Германия (GfK)                           | 10             |
| Венгрия (Rádiós Top 40)                  | 1              |
| Ирландия (IRMA)                          | 11             |
| Italy (FIMI)                             | 14             |
| Japan (Japan Hot 100)                    | 3              |
| Lebanon (Lebanese Top 20)                | 8              |
| Luxembourg Digital Songs (Billboard)     | 5              |
| Mexico Airplay (Billboard)               | 3              |
| Нидерланды (Dutch Top 40)                | 14             |
| Новая Зеландия (Recorded Music NZ)       | 8              |
| Польша (Polish Airplay Top 100)          | 3              |
| Romania (Airplay 100)                    | 72             |
| Шотландия (OCC Scotland)                 | 1              |
| Словакия (Rádio — Top 100)               | 6              |
| South Korea International Singles (Gaon) | 138            |
| Испания (PROMUSICAE)                     | 18             |
| Sweden (Digilistan)                      | 13             |
| Швейцария (Schweizer Hitparade)          | 15             |
| Великобритания (OCC UK Singles)          | 3              |
| США (Billboard Hot 100)                  | 5              |
| США (Billboard Adult Contemporary)       | 11             |
| США (Billboard Adult Pop Airplay)        | 1              |
| США (Billboard Dance Club Songs)         | 1              |
| США (Billboard Dance/Mix Show Airplay)   | 1              |
| США (Billboard Pop Airplay)              | 1              |
| США (Billboard Rhythmic)                 | 20             |

| Чарт (2012)                | Позиция |
| -------------------------- | ------- |
| ARIA Singles Chart         | 48      |
| Canadian Hot 100           | 33      |
| France (SNEP)              | 161     |
| Germany (Media Control AG) | 91      |
| Hungary (Rádiós Top 40)    | 22      |
| Japan (Japan Hot 100)      | 83      |
| UK Singles Chart           | 88      |
| US Billboard Hot 100       | 37      |

## Сертификации
| Регион | Сертификация  | Продажи   |
| --- | ------------- | --------- |
| Австралия (ARIA) | 5× Платиновый | 350 000   |
| Бразилия (ABPD) | Платиновый    | 60 000    |
| Канада (Music Canada) | 4× Платиновый | 320 000   |
| Германия (BVMI) | Золотой       | 150 000   |
| Италия (FIMI) | Платиновый    | 30 000*   |
| Мексика (AMPROFON) | Золотой       | 30 000*   |
| Новая Зеландия (RMNZ) | Платиновый    | 15 000*   |
| Швейцария (IFPI Switzerland) | Золотой       | 10 000^   |
| Великобритания (BPI) | Золотой       | 400 000   |
| США | —             | 2,164,000 |
| Стриминг |               |           |
| Дания (IFPI Danmark) | Золотой       | 900 000   |
| * Данные о продажах приведены только на основе сертификации. · ^ Данные о тиражах приведены только на основе сертификации. · Данные о продажах + прослушиваниях приведены только на основе сертификации. · Данные только о прослушиваниях приведены на основе сертификации. |               |           |

## Релиз
| Страна              | Дата              | Формат            | Лейбл                  |
| ------------------- | ----------------- | ----------------- | ---------------------- |
| Международный релиз | 3 июля, 2012      | Цифровая загрузка | Sony Music/RCA Records |
| США                 | 10 июля, 2012     | Радио             | Sony Music/RCA Records |
| США                 | 17 июля, 2012     | Радио             | Sony Music/RCA Records |
| Германия            | 27 июля, 2012     | CD сингл          | Sony Music/RCA Records |
| Великобритания      | 31 августа, 2012  | Цифровая загрузка | Sony Music/RCA Records |
| США                 | 7 сентября , 2012 | Радио             | Sony Music/RCA Records |